# Värskär, Finström
Värskär är en ö i Bergöfjärden i Finström på Åland.
Öns area är 16,1 hektar och dess största längd är 0,9 kilometer i nord-sydlig riktning. Värskär avgränsar den mindre Värskärsviken i öster från Bergöfjärden.

## Etymologi
Förledet i Värskär står som oförklarat i Institutet för de inhemska språkens namnledslexikon.